# Eusterinx permiranda
Eusterinx permiranda är en stekelart som beskrevs av Rossem 1988. Eusterinx permiranda ingår i släktet Eusterinx och familjen brokparasitsteklar. Inga underarter finns listade i Catalogue of Life.